# Szkoła Podstawowa w Chodaczowie
Szkoła Podstawowa w Chodaczowie – szkoła o charakterze podstawowym w Chodaczowie.

## Historia
Początki szkolnictwa w Chodaczowie są datowane na 1906 rok, gdy utworzono szkołę 1-klasową. Przydatnym źródłem archiwalnym do poznawania początków szkolnictwa w Galicji są austriackie Szematyzmy Galicji i Lodomerii, które podają wykaz szkół ludowych, wraz z nazwiskami ich nauczycieli. Szkoła początkowo w latach 1906–1908 nie posiadała stałego nauczyciela (posada nieobsadzona).
Kierownicy szkoły
1906–1908. Posada nieobsadzona
1908–1911. Edward Perlak
1911–1914(?). Walerian Wietki

## Znani absolwenci
- Stanisława Krauz[4]